# Alejandro Guillier
Alejandro René Eleodoro Guillier Álvarez (La Serena, 5 de marzo de 1953) es un sociólogo, periodista y político chileno, cercano al Partido Radical (PR).
Fue militante del Partido Progresista (PRO) en agosto de 2021.
Desde marzo de 2014 hasta marzo de 2022, ejerció como senador de la República en representación de la Circunscripción 2 (Región de Antofagasta). 
Fue candidato a la presidencia de Chile durante la elección de noviembre de 2017, obteniendo el segundo lugar con el 45.42 % de los votos, en segunda vuelta.

## Familia y estudios

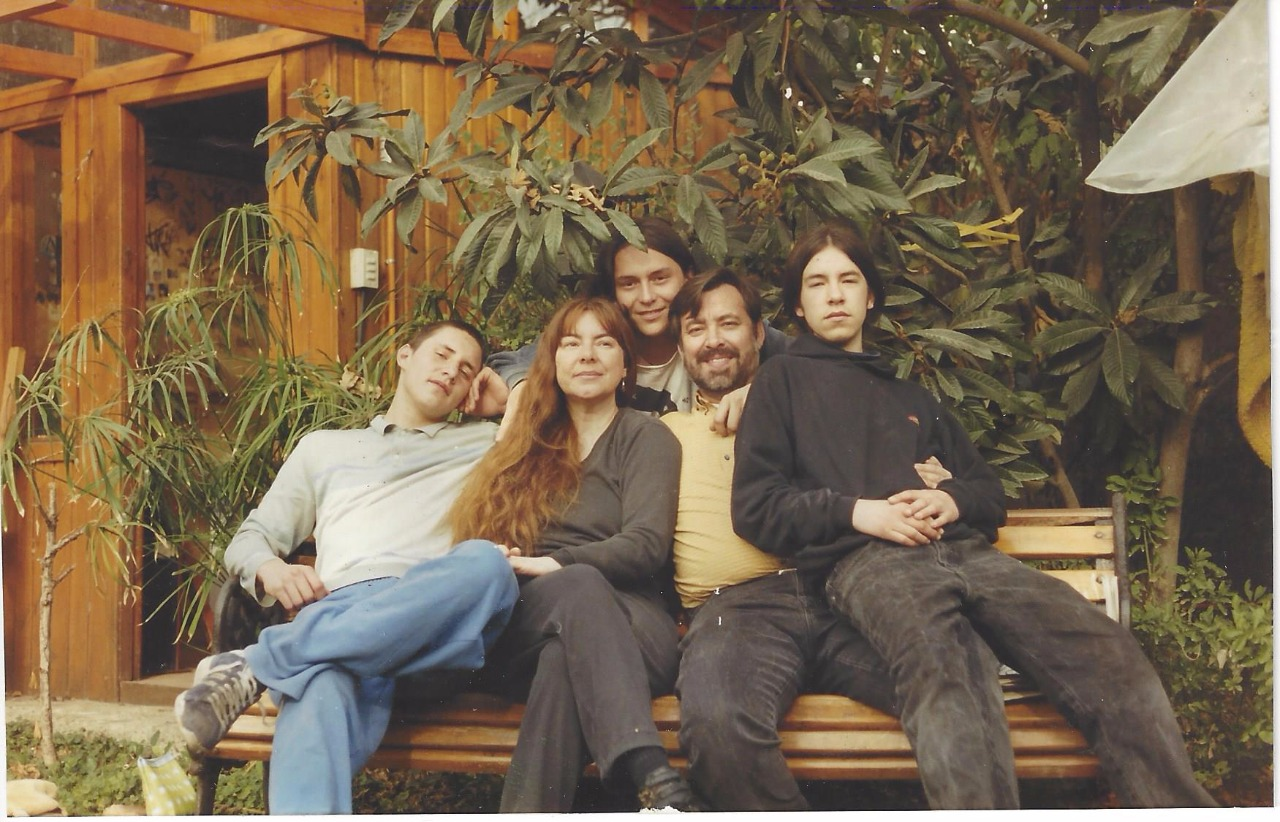
Guillier junto a su cónyuge y sus tres hijos.

Es hijo de Alejandro René Guillier Ossa y María Raquel Álvarez Monterrey, y tuvo cuatro hermanos: Raquel, Francisco, Carlos e Ilse. Realizó sus estudios medios en el Liceo de Hombres de Antofagasta, y entre 1966 y 1968 estudió en el Liceo 14 (hoy Liceo Polivalente Juan Gómez Millas) de Santiago. En 1970 realizó el servicio militar en el Regimiento Esmeralda de Antofagasta.[cita requerida]
En 1971 ingresó a estudiar sociología en la Universidad del Norte en Antofagasta, que fue cerrada temporalmente poco después del golpe de Estado de 1973. Se tituló de sociólogo en 1977 con la tesis: Marginalidad y estructura social en América Latina: Hacia un replanteamiento de la problemática de la marginalidad e integración; y se mantuvo como profesor en su alma mater, al mismo tiempo que estudió licenciatura en periodismo, egresando como periodista en 1980, desarrollando la tesis: Un periodismo para nuestro tiempo. En 1983 realizó un magíster en ciencias sociales mención estudios del desarrollo, en la Facultad Latinoamericana de Ciencias Sociales (Flacso) de Quito, Ecuador.
En ese mismo año se casó —en Santiago— con la antropóloga María Cristina Farga Hernández, a quien conoció durante su estadía en Ecuador. Su familia está además compuesta por Andrés Almeida Farga y Cristóbal Almeida Farga, hijos de un primer matrimonio de María Cristina con el ecuatoriano José Almeida-Vinueza, y Alejandro Guillier Farga.

### Vida personal
Desde 2014 es miembro de la Logia Parlamentaria de Valparaíso y ostenta el grado de maestro de la orden.
Asimismo, ha participado en “World Vision”, una organización no gubernamental (ONG), dedicada a la protección hacia niños y niñas contra la violencia; y en el directorio de la «Fundación de la Minera Escondida», dedicada al mejoramiento de la educación y la participación social en la Región de Antofagasta.

## Carrera periodística

### Prensa escrita y radio

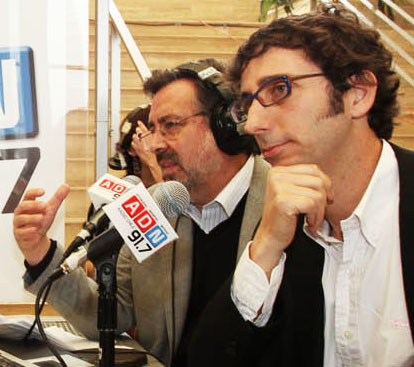
Guillier junto a Matías del Río transmitiendo en ADN Radio (2009).

Inició su carrera en los medios como reportero en el diario La Estrella del Norte, además de corresponsal de Antofagasta para la revista Hoy, entre 1981 y 1983, y en el programa radial El Radio de Cooperativa (de la radio homónima).
En 1984 se trasladó a Santiago, a trabajar en la Radio Chilena, donde fue la voz de la primera edición del programa Primera plana, donde estuvo hasta 1985, y nuevamente en la revista Hoy como redactor, entre 1986 y 1991. Entre 2001 y 2002 se desempeñó como director de prensa del desaparecido diario El Metropolitano.
En 2008 se integró a ADN Radio Chile, donde desarrolló un comentario editorial a las 09:00, para luego asumir la conducción del programa ADN Hoy; también ha participado como panelista en el programa Hablemos el lunes de la misma emisora. A fines de 2011 fue fichado por Radio Futuro para conducir el programa matinal Palabra que es noticia, junto a Antonio Quinteros; paralelamente, continuó en ADN con el programa analítico de las nueve de la mañana El comentario de Alejandro Guillier.

### Televisión

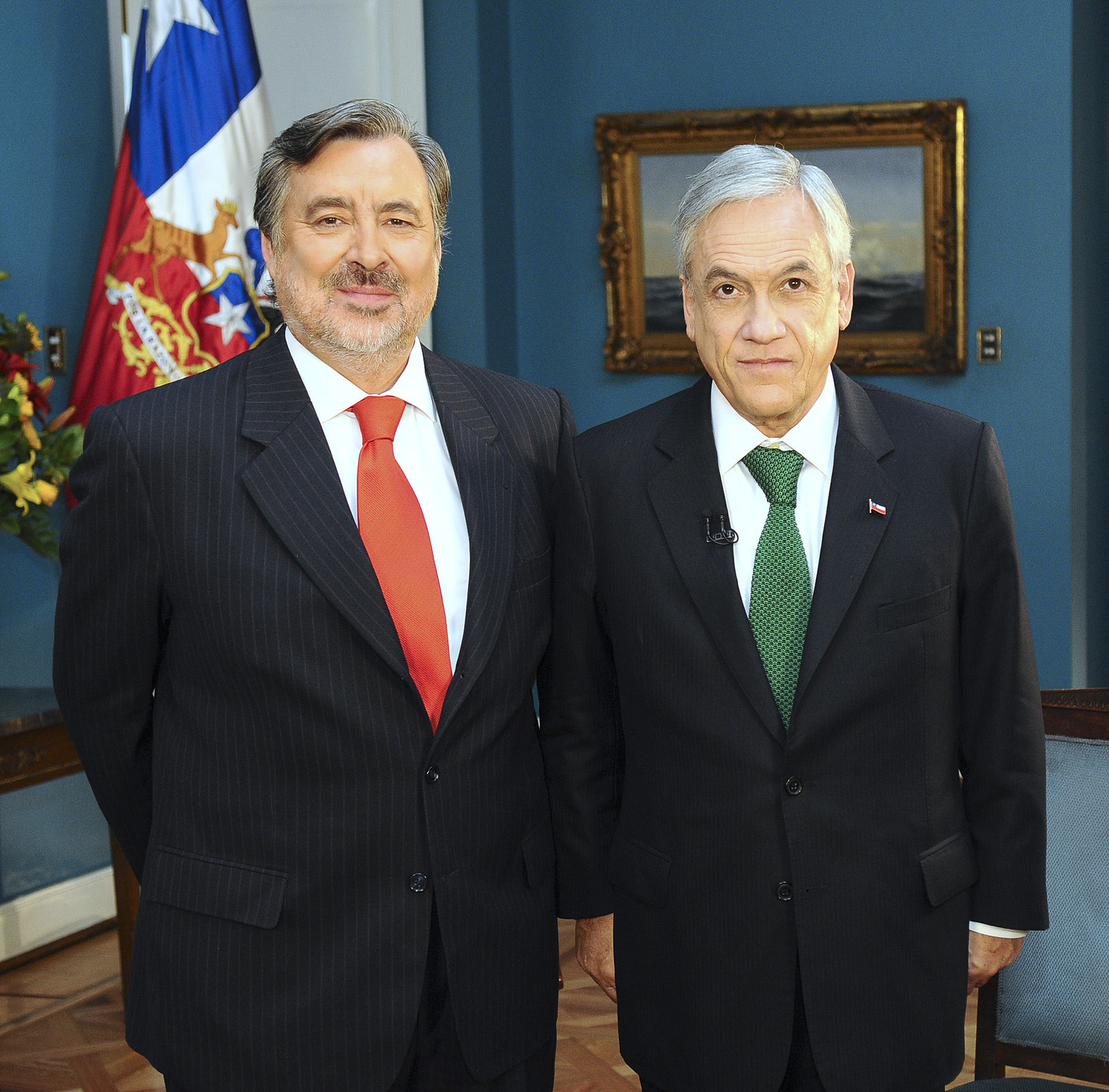
Guillier en 2012, junto al entonces presidente Sebastián Piñera, tras una entrevista para La Red. En 2017 ambos se enfrentaron en la elección presidencial.

Ingresó a la televisión en marzo de 1991, como editor matinal de prensa de RTU. Luego, en marzo de 1992, pasó a Televisión Nacional de Chile (TVN), en programas periodísticos como Informe especial, Medianoche, y la conducción del noticiero central de 24 horas.
En marzo de 1999 llegó a Chilevisión para asumir como director de prensa de la estación televisiva. Condujo el noticiero central Chilevisión noticias. Ese mismo año debutó el programa de debate Tolerancia cero, creado por Guillier junto al director ejecutivo del canal, Felipe Pozo, donde asumió como panelista estable. El programa se transformó en un referente de la actualidad y la política chilena.
Su trabajo profesional fue reconocido en 1999 con el Premio Nacional de Periodismo Embotelladora Andina. Posteriormente, recibió en diciembre de 2001 el Premio de Periodismo Carmen Puelma Accorsi de la Asociación Chilena de Seguridad (ACHS). En 2001, ganó el Premio Altazor en la Categoría Aporte Creativo-Televisión por su labor como conductor del programa Tolerancia cero. En 2004 recibió el Premio Edward W. Said de Fundación Palestina Belén 2000 por ascendencia árabe, y palestina en particular, y su contribución al país en las más diversas disciplinas.
En diciembre de 2008 dejó Chilevisión, para ingresar al canal de noticias 24 Horas de TVN. Ahí presentó los programas Factor Guillier, Hora clave y Mano a mano.
Tras renunciar a TVN, el 22 de diciembre de 2011 llegó a La Red para asumir la conducción del noticiero Hora 20 junto con su compañera radial Beatriz Sánchez, a partir de enero de 2012, y donde se mantuvo todo ese año. En 2013, cuando decidió luchar por un escaño senatorial, se alejó de los medios de comunicación.
En marzo de 2022, luego de finalizar su periodo senatorial, se reintegró a la televisión —tras casi una década de ausencia—, siendo parte de los programas Hola Chile y Mentiras verdaderas del canal La Red, en calidad de panelista.

### Dirigente y académico
En 1976 se integró como docente y posteriormente jefe de la carrera de Sociología en la Universidad Católica del Norte. También fue profesor del programa especial de regularización de títulos en la Universidad de Tarapacá. Durante 1996 y 1997, fue consejero del Colegio de Periodistas de Chile y entre 2004 y 2006, presidió la gremial.
En 1988, se incorporó como profesor en la Escuela de Periodismo de la Universidad Diego Portales (UDP) y entre 1996 y 1998, asumió como vicedecano de la misma. En 2008, fue profesor de la Escuela de Periodismo de la Universidad de Chile en el área de «periodismo internacional». Luego se integró a la Escuela de Periodismo de la Universidad Mayor como asesor y en 2013, como director.

## Carrera política
Inició su trayectoria política cuando era estudiante del Liceo de Hombres Número 1 de Antofagasta, donde fue presidente del Centro de Alumnos.
En octubre del año 2000, fue designado por el presidente de la República Ricardo Lagos, como integrante del Comité Asesor Bicentenario de la Comisión Asesora Presidencial para el Bicentenario de Chile.

### Senador de la República (2014-2022)

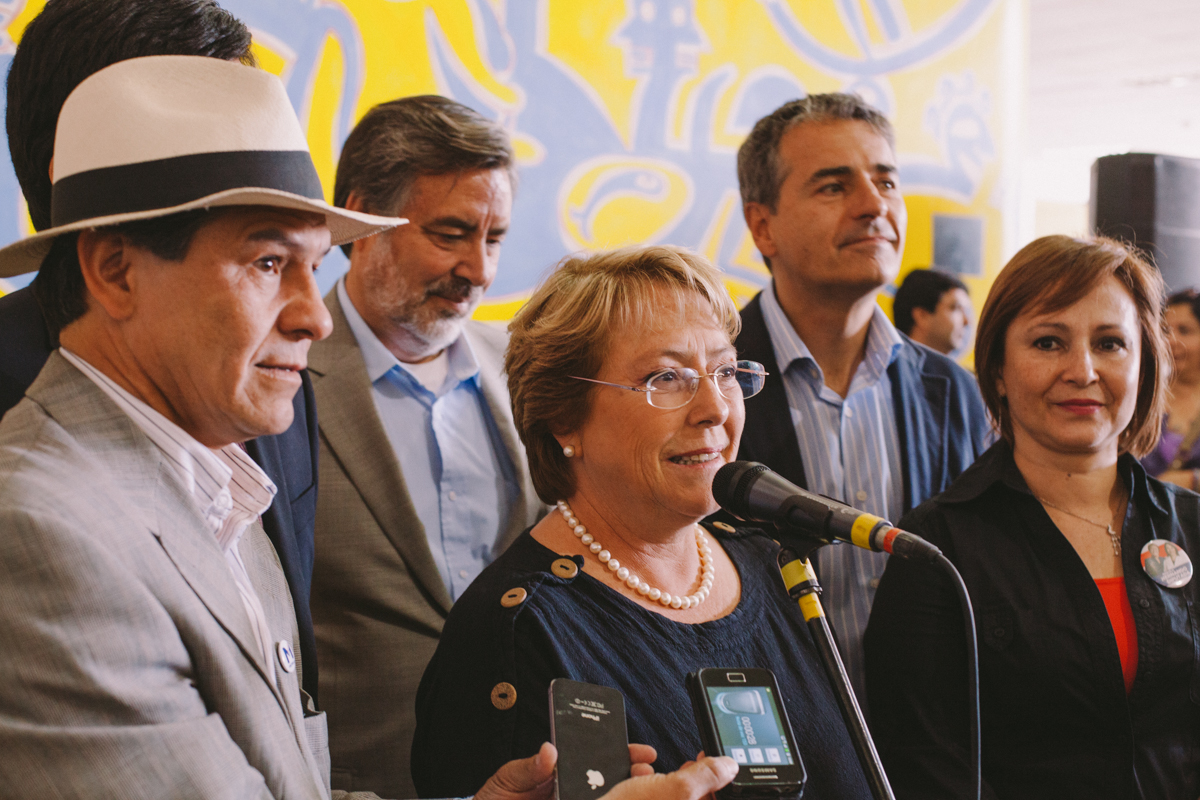
Guillier, entonces candidato a senador, junto a la candidata presidencial Michelle Bachelet en 2013.

En febrero de 2013, dejó La Red, para postularse como candidato independiente al Senado de Chile en las elecciones parlamentarias de ese año, con el apoyo del Partido Radical Socialdemócrata (PRSD), por la II Circunscripción de Antofagasta, que comprende las comunas de Calama, María Elena, Ollagüe, San Pedro de Atacama, Tocopilla, Antofagasta, Mejillones, Sierra Gorda y Taltal, para el periodo legislativo 2014-2022. En los comicios del 17 de noviembre de 2013 resultó elegido con 61.911 votos, equivalentes al 37,08% del total de sufragios válidamente emitidos, y asumió como senador el 11 de marzo de 2014. Integró durante el periodo las comisiones permanentes de Defensa Nacional; Revisora de Cuentas; de Ética y Transparencia en el Senado y de Minería y Energía, la que presidió entre abril de 2014 y marzo de 2015. El 17 de marzo de 2015 fue electo presidente de la Comisión Permanente de Defensa Nacional.
Desde mediados de 2016 fue posicionándose como uno de los candidatos más competitivos dentro de la Nueva Mayoría para la elección presidencial de 2017, concitando apoyos en varios políticos de la coalición. Aprovechando esta circunstancia, el PRSD utilizó a Guillier como rostro de apoyo a sus candidatos en las elecciones municipales de octubre de 2016.
Desde el 21 de marzo de 2018 hasta el 11 de marzo de 2022, fue integrante de la Comisión Permanente de Obras Públicas y desde el 11 de abril de ese año hasta el 14 de mayo del siguiente, integró la Comisión Permanente de Especial Mixta de Presupuesto. Por otra parte, a partir del 17 de mayo del año 2018 y hasta 14 de mayo de 2019, formó parte de la Segunda Subcomisión Especial Mixta de Presupuestos.

### Candidato presidencial en 2017

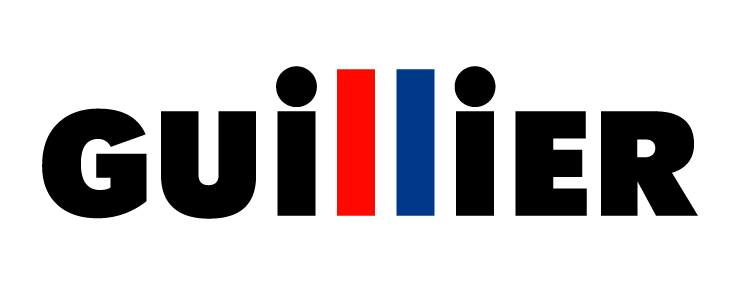
Logo de la campaña presidencial de Guillier en 2017.

El Consejo General del PRSD lo proclamó oficialmente su candidato presidencial el 7 de enero de 2017. A medida que avanzaba su postulación fue sumando los apoyos de la Izquierda Ciudadana (IC) y MAS Región. El 9 de abril de 2017 logró el respaldo del Partido Socialista (PS), esto luego de vencer al candidato del Partido por la Democracia (PPD) y expresidente de la República, Ricardo Lagos, en una votación realizada por el Comité Central de la colectividad (67 votos a favor de Guillier, 36 votos a favor de Lagos y 4 votos en blanco).
En abril de 2017 el periodista Raúl Sohr publicó el libro Alejandro Guillier. De cara al país, donde el político explica, en el curso de tres largas entrevistas, sus pensamientos políticos.
El 11 de junio de 2017, en el Teatro Caupolicán presentó los lineamientos de su campaña presidencial y que se enfocaron en temas como educación, descentralización y seguridad social; presentado los primeros días de noviembre del mismo año, su programa de Gobierno.
En la primera vuelta electoral presidencial antes citada, obtuvo el 22,70% de los sufragios válidamente emitidos, logrando el paso a segunda vuelta. Durante la campaña de la segunda vuelta, recibió el apoyo de algunos líderes del Frente Amplio, entre ellos la candidata Beatriz Sánchez y los diputados Gabriel Boric y Giorgio Jackson, así como de sus competidores en la primera vuelta Marco Enríquez-Ominami, Carolina Goic y Alejandro Navarro. A su vez, recibió diversos apoyos internacionales, destacando el del expresidente de Uruguay, José Mujica, y de los líderes del Partido Socialista Obrero Español, Pedro Sánchez, y del Partido Laborista británico, Jeremy Corbyn.[cita requerida] A pesar de ello, en el balotaje fue vencido por Sebastián Piñera, por un amplio 54,47% de los votos contra un 45,53%.

### Actividades posteriores
El 11 de noviembre de 2019, en medio de diversas manifestaciones, a través de su cuenta de Twitter  llamó a renunciar al presidente Piñera, después de que el gobierno anunciara un "congreso constituyente" para impulsar una nueva Carta Magna. El periodista Matías del Río, amigo y excolega de Guillier calificó este acto como “una vergüenza, un patinazo”.
En junio de 2021 dejó su cercanía con el Partido Radical para ser militante del Partido Progresista, fundado por el exdiputado Marco Enríquez-Ominami. En agosto de ese mismo año, anunció que no se repostulará a la reelección como senador, tras la salida del Partido Progresista de la negociación de la fórmula parlamentaria de cara a las elecciones de noviembre. El 29 de agosto, Guillier renunció al PRO, luego de que el partido rompiera con la coalición Unidad Constituyente, al proclamar a Marco Enríquez-Ominami como candidato presidencial para la elección de noviembre de 2021, así mismo, declaró su apoyo a la candidata de la coalición, que resultó ganadora en la consulta ciudadana, Yasna Provoste.

## Controversias

### Caso Spiniak
En noviembre de 2003, mientras era director de prensa de Chilevisión, exhibió una grabación oculta realizada al juez Daniel Calvo por un periodista del canal, cuyos contenidos influyeron en la remoción del magistrado del caso Spiniak, lo que la Corte Suprema justificó «a fin de velar por la buena marcha de la administración de justicia». Guillier fue procesado por el hecho junto a su equipo, y condenado por fallo de la Corte de Apelaciones de Santiago, decisión que fue revertida por la Corte Suprema. Su acción fue calificada por el escritor Matías Rivas como «una de las vilezas más impactantes que he visto en la televisión posterior a la dictadura».
En noviembre de 2020, vale decir 17 años después y en medio de una entrevista en el marco del aniversario N° 60 de Chilevisión, manifestó no sentirse arrepentido de haber realizado dicha acción porque sentía que el comportamiento del magistrado no garantizaba un justo proceso judicial y que no colaboraba en la protección de las víctimas, no obstante, agrupaciones LGTBTI+ acusaron que la acción iba en contra de la orientación sexual del juez lo cual el periodista negó tajantemente. Asimismo, Guillier estaba en conocimiento de que este hecho le podría traer consecuencias, por lo que sostuvo una conversación previa con su esposa y su madre para que estuvieran "preparadas" si el profesional recibía acciones legales en su contra.

### Pago de informes copiados
En septiembre de 2017, un reportaje de la Radio Bío Bío lo acusó de haber pagado casi 47 millones de pesos (unos 78 000 dólares de entonces) a una empresa por la elaboración de informes copiados íntegramente de una página web del Congreso, lo cual fue cuestionado por el elevado costo de compilar información pública. Guillier adujo que, al ser senador independiente, necesitaba contar con resúmenes de las discusiones que se suscitaban en las comisiones a las que no pertenecía, y que dichos informes «vienen con observaciones», es decir con material añadido que justificaba el pago.

## Premios y reconocimientos
- Premio Embotelladora Andina de Periodismo (1999)[37]
- Premio de Periodismo Carmen Puelma (2001)[37]
- Premio Altazor al «Aporte Creativo» (2001)[37]

## Historial electoral

### Elecciones parlamentarias de 2013
- Elecciones parlamentarias de 2013, candidato a senador por la Circunscripción 2 (Antofagasta)[38]

| Candidato                  | Pacto                          | Partido | Votos  | %     | Resultado |
| -------------------------- | ------------------------------ | ------- | ------ | ----- | --------- |
| Alejandro Guillier Álvarez | Nueva Mayoría                  | ILC     | 61 875 | 37,06 | Senador   |
| Manuel Rojas Molina        | Alianza                        | UDI     | 39 325 | 23,55 |           |
| Pedro Araya Guerrero       | Nueva Mayoría                  | ILC     | 29 198 | 17,49 | Senador   |
| Carlos Cantero Ojeda       | Independiente (Fuera de Pacto) | IND     | 18 416 | 11,03 |           |
| Daniel Guevara Cortés      | Independiente (Fuera de Pacto) | IND     | 9923   | 5,94  |           |
| Jimena Orrego Henríquez    | Nueva Constitución para Chile  | IND     | 4288   | 2,56  |           |
| Gisela Contreras Braña     | Partido Humanista              | PH      | 3915   | 2,34  |           |

### Elecciones presidenciales de 2017
- Elecciones presidenciales de 2017, para la Presidencia de la República, primera vuelta.

|  | 36,64 % |

|  | 22,70 % |

|  | 20,27 % |

|  | 7,93 % |

|  | 5,88 % |

|  | 5,71 % |

|  | 0,51 % |

|  | 0,36 % |

- Elecciones presidenciales de 2017, para la Presidencia de la República, segunda vuelta.

|  | 54,58 % |

|  | 45,42 % |